# الجامعة الأمريكية في مادبا
الجامعة الأمريكية في مادبا، هي جامعة خاصة غير ربحية تقع في مادبا، الأردن. افتتحت في أكتوبر 2011. تلبي الجامعة معايير المؤهلات والخبرات التعليمية متطلبات الاعتماد الصادرة عن هيئة اعتماد مؤسسات التعليم العالي في الأردن.

## التاريخ
تأسست الجامعة من قبل بطريركية القدس للاتين التي حصلت على ترخيص من مجلس التعليم العالي الأردني عام 2005 تحت اسم جامعة مادبا. في 9 مايو 2009 وضع البابا بنديكتوس السادس عشر حجر الأساس للجامعة التي تم تغيير اسمها لاحقًا لتصبح الجامعة الأمريكية في مادبا اعتبارًا من 29 مايو 2011. افتتحت الجامعة بشكل رسمي في 30 مايو 2013 بحضور الملك عبد الله الثاني وممثل البابا الكاردينال ليوناردو ساندري [الإنجليزية].

## النظام الدراسي
تجري الدراسة في الجامعة على أساس الانتظام والساعات المعتمدة. وتتوزع السنة الدراسية على فصلين دراسيين، وقد يضاف إليهما فصل صيفي بحيث يكون الحد الأعلى لعدد الساعات 18 ساعة في أي من الفصلين الأول والثاني والحد الأدنى 12 ساعة معتمدة، ولا يزيد عدد الساعات الصيفية عن 9 ساعات.

## الأقسام
تضم الجامعة سبع كليات، هي:
- كلية الهندسة
  - الهندسة المدنية والبيئية
  - الهندسة الكهربائية
  - الهندسة الميكانيكية
- كلية العلوم
  - علم الأحياء والتكنولوجيا الحيوية
- كلية العلوم الصحية
  - مختبرات طبية
  - التغذية وعلم التغذية
  - صيدلية
- كلية تكنولوجيا المعلومات
  - علوم الكمبيوتر
- كلية المال والأعمال
  - إدارة المخاطر
  - تسويق
  - إدارة الأعمال
  - المحاسبة
  - الخدمات المصرفية والمالية
- كلية الفنون والتصميم
  - التصميم الجرافيكي
  - هندسة معمارية
  - التصميم الداخلي
- كلية اللغات والاتصالات
  - اللغة الإنجليزية وآدابها
  - الترجمة

## الخدمات الطلابية والمرافق العامة
- الملاعب الرياضية الداخلية والخارجية
- صالات لياقة بدنية
- برك سباحة داخلية
- سكن داخلي للطالبات
- مطعم وكفتيريات
- شبكة إنترنت مجانية
- تامين صحي
- مركز طبي متكامل
- مواقف سيارات